# Driss Fettouhi
Driss Fettouhi (in arabo إدريس فتوحي‎?; Casablanca, 30 settembre 1989) è un calciatore marocchino, centrocampista dell'Al-Ahli Doha in prestito dall'Al-Markhiya.

## Caratteristiche tecniche
Ala sinistra mancina, può giocare sia come trequartista sia come interno di centrocampo.

## Carriera

### Nazionale
Dopo aver giocato nelle nazionali giovanili marocchine Under-20 ed Under-23, nel 2012 ha giocato una partita nei Giochi Olimpici di Londra.
Nel 2021 ha esordito in nazionale maggiore.